# Black Tie/White Noise
Black Tie White Noise är ett album inspelat av David Bowie i Mountain Studios, Montreux, Schweiz, 38 Fresh Recording Studios och The Hit factory, USA. Albumet gavs ut 5 april 1993 på CD och vinyl.

## Låtlista
Låtar där inget annat anges är skrivna av David Bowie.
1. "The Wedding" - 5.04
2. "You've Been Around" (David Bowie , Reeves Gabrels) - 4.45
3. "I Feel Free" (Jack Bruce, Pete Brown) - 4.52
4. "Black Tie White Noise" - 4.52
5. "Jump They Say" - 4.22
6. "Nite Flights" (Scott Engles) - 4.30
7. "Pallas Athena" - 4.40
8. "Miracle Goodnight" - 4.14
9. "Don't Let Me Down & Down" (Tara, Martine Walmont) - 4.55
10. "Looking for Lester" - 5.36
11. "I Know It's Gonna Happen Someday" (Morrissey) - 4.14
12. "The Wedding Song" - 4.29
13. "Jump They Say" - 3:58 (Alternate mix) (Bonusspår)
14. "Lucy Can't Dance" - 5:45 (Bonusspår)

## Singlar släppta i samband med detta album
- "Jump They Say"
- "Black Tie White Noise"
- "Miracle Goodnight"

## Nyutgåvor
Albumet återutgavs 2003 i en begränsad utgåva då albumet firade 10 år. Utgåvan bestod av originalskivan samt en bouns-CD och en bonus-DVD.

### Låtlista på bonus-CD
1. "Real Cool World" - 5.27
2. "Lucy Can't Dance" - 5.48
3. "Jump They Say" (Rock Mix)- 4.30
4. "Black Tie White Noise" (3rd Floor US Radio Mix) - 3.44
5. "Miracle Goodnight" (Make Believe Mix) - 4.30
6. "Don't Let Me Down & Down" (Indonesian Vocal Version) - 4.56
7. "You've Been Around" (Dangers 12" Mix) - 7.40
8. "Jump They Say" (Brothers in Rhythm 12" Remix) - 8.26
9. "Black Tie White Noise" (Here Come Da Jazz) - 5.33
10. "Pallas Athena" (Don't Stop Praying Remix No. 2) - 7.24
11. "Nite Flights" (Back to Basics Remix) - 10.01
12. "Jump They Say" (Dub Oddity) - 6.18

### Innehåll på bonus-DVD
1. Introduction
2. With Lester Bowie
3. On Reeves Gabrels
4. "You've Been Around" (Hollywood Center Studios, L.A., 5/8/93)
5. Expanding and Experimenting
6. "Nite Flights" (Hollywood Center Studios, L.A., 5/8/93)
7. Otherness
8. "Miracle Goodnight" (Hollywood Center Studios, L.A., 5/8/93)
9. On Marriage
10. "Black Tie White Noise" (Hollywood Center Studios, L.A., 5/8/93)
11. With Mick Ronson
12. "I Feel Free" (Hollywood Center Studios, L.A., 5/8/93)
13. With Nile Rodgers
14. "I Know It's Gonna Happen Someday" (Hollywood Center Studios, L.A., 5/8/93)
15. "Miracle Goodnight" (Promo Video)
16. "Jump They Say" (Promo Video)
17. "Black Tie White Noise" (Promo Video)
18. Credits

## Medverkande
- David Bowie - Gitarr, saxofon, bakgrundssång
- Pugi Bell - Trummor
- Barry Campbell - Bas
- Sterling Campbell - Trummor
- Nile Rodgers - Gitarr, kör
- Richard Hilton - Keyboards
- John Regan - Bas
- Dave Richards - Keyboards
- Philipe Saisse - Keyboards
- Richard Tee - Keyboards
- Gerardo Valez - Trummor
- Lester Bowie - Trumpet
- Mick Ronson - Gitarr
- Mike Garson - Piano
- Al B Sure - Sång
- Wild T Springer - Gitarr
- Fonzi Thornton, Tawata Agee, Curtis King Jr - Kör
- Dennis Collins, Brenda White-King, Meryl Epps - Kör
- Frank Simms, George Simms, David Spinner - Kör
- Lamya Al-Mughiery, Connie Petruk - Kör